# Districtul Kroměříž
Districtul Kroměříž (în cehă Okres Kroměříž) este unul din cele patru districte (okres) ale regiunii Zlín (Zlínský kraj) din Republica Cehă. Capitala sa este orașul omonim, Kroměříž.

## Lista completă a comunelor
Cu litere îngroșate sunt marcate localitățile urbane:
Bařice-Velké Těšany • Bezměrov • Blazice • Bořenovice • Brusné • Břest • Bystřice pod Hostýnem • Cetechovice • Dřínov • Holešov • Honětice • Horní Lapač • Hoštice • Hulín • Chomýž • Chropyně • Chvalčov • Chvalnov-Lísky • Jankovice • Jarohněvice • Karolín • Komárno • Koryčany • Kostelany • Kostelec u Holešova • Kroměříž • Kunkovice • Kurovice • Kvasice • Kyselovice • Lechotice • Litenčice • Loukov • Lubná • Ludslavice • Lutopecny • Martinice • Míškovice • Morkovice-Slížany • Mrlínek • Němčice • Nítkovice • Nová Dědina • Osíčko • Pacetluky • Pačlavice • Počenice-Tetětice • Podhradní Lhota • Prasklice • Pravčice • Prusinovice • Přílepy • Rajnochovice • Rataje • Roštění • Roštín • Rusava • Rymice • Skaštice • Slavkov pod Hostýnem • Soběsuky • Střílky • Střížovice • Sulimov • Šelešovice • Troubky-Zdislavice • Třebětice • Uhřice • Věžky • Vítonice • Vrbka • Zahnašovice • Záříčí • Zástřizly • Zborovice • Zdounky • Zlobice • Žalkovice • Žeranovice

## Demografie

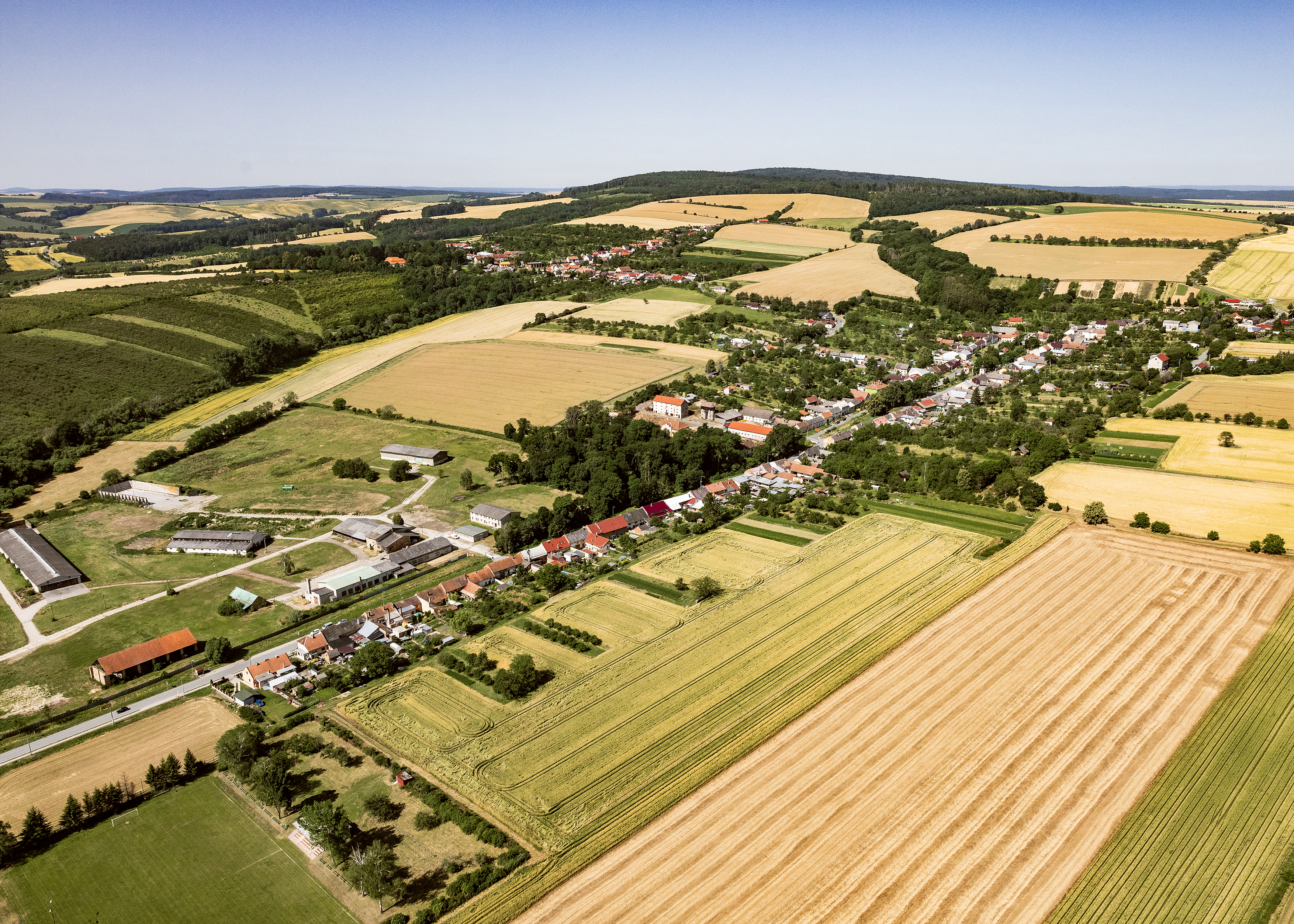
Troubky-Zdislavice

| Nume                  | Populație | Suprafață (km2) |
| --------------------- | --------- | --------------- |
| Kroměříž              | 28.089    | 51              |
| Holešov               | 11.556    | 34              |
| Bystřice pod Hostýnem | 8.023     | 27              |
| Hulín                 | 6.491     | 32              |
| Chropyně              | 4.668     | 19              |
| Morkovice-Slížany     | 2.960     | 21              |
| Koryčany              | 2.730     | 41              |
| Kvasice               | 2.201     | 11              |
| Zdounky               | 2.100     | 27              |
| Chvalčov              | 1.606     | 23              |